# Apelvikshöjds kyrka
Apelvikshöjds kyrka är en kyrkobyggnad belägen i den södra delen av Varberg. Den tillhör Varbergs församling i Göteborgs stift och Svenska kyrkan.

## Kyrkobyggnaden
Kyrkan är ritad av Arne Nygård och Kjell Malmquist i Göteborg och uppfördes 1989. Den invigdes den 24 maj samma år.
Själva kyrkorummet ligger i öster och är sammanbyggt med en lägre hästskoformad del i väster, som inrymmer sakristia, samlingssal, kök, hall, toaletter och grupprum. I anslutning till kyrkan finns ett litet kyrktorg med en klockstapel, som kröns av en kyrktupp.

## Inventarier
- Det fristående altaret har en altartavla i form av en ikon utförd av Erland Forsberg.
- Ljusstakar och dopskål från Fongs gelbgjuteri.
- Takkronan är en kopia efter original i Vadstena kloster.

### Orgel
Den mekaniska orgeln är tillverkad 1992 av Hammarbergs Orgelbyggeri AB. Den har femton stämmor fördelade på två manualer och pedal.

## Bilder

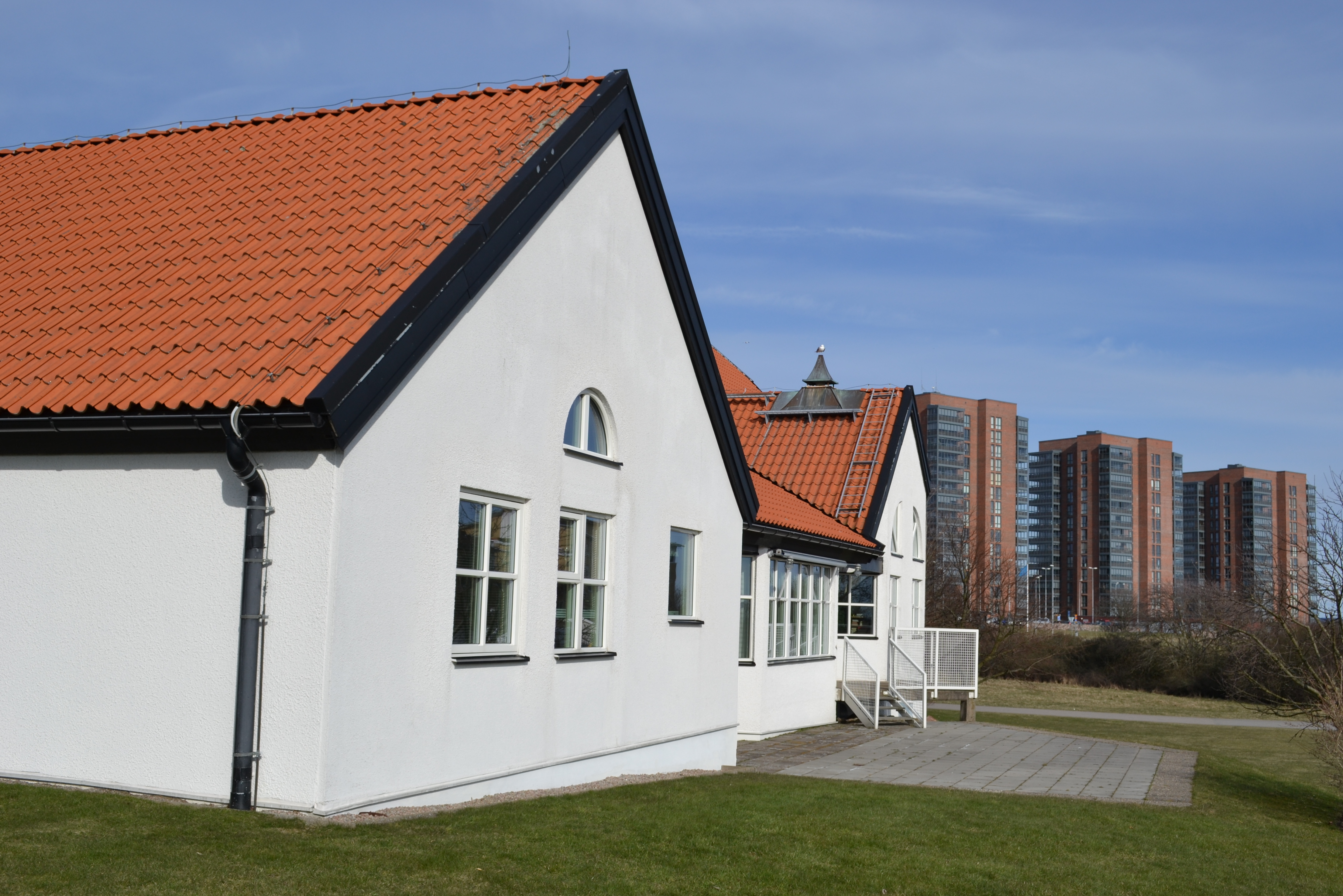